# Castrotierra de Valmadrigal
Castrotierra de Valmadrigal est une commune d'Espagne dans la province de León, communauté autonome de Castille-et-León. Elle s'étend sur 23,5 km2 et comptait environ 126 habitants en 2011.